# Edna Doré
Pour les articles homonymes, voir Doré.
Edna Doré, née le  31 mai 1921 à Bromley et morte le 11 avril 2014 (à 92 ans) dans le Sussex, est une actrice britannique. Elle est essentiellement connue pour avoir joué le rôle de Mo Butcher dans le soap opera EastEnders, diffusé sur la BBC.

## Biographie

### Carrière théâtrale
Née Edna Gorring, elle commence comme choriste dans l'Entertainments National Service Association (ENSA) au cours de la Seconde Guerre mondiale, avant de démarrer une longue carrière dans le théâtre de répertoire. Puis elle se produit pendant dix ans au National Theatre de Londres.
Après s'être mariée à l'acteur et réalisateur Alexandre Doré en 1946, elle gagne en renommée en se produisant dans le West End dans les années 1960 et 1970. Ses rôles les plus fameux sont Mme Sowerberry dans la comédie musicale Oliver! de Lionel Bart, et Mme Crabtree, dans la pièce inspirée du roman Billy Liar de Keith Waterhouse. Simplement intitulée Billy et découpée en trois actes, cette comédie musicale présentait Michael Crawford dans le rôle-titre. Elle fut jouée au Théâtre Royal Drury Lane en 1974.
Plus tard, le réalisateur Bill Bryden propose à Edna de rejoindre sa compagnie au Théâtre national, où elle est réunie avec Paul Scofield. Entre 1977 et 1990, elle tient de nouveaux rôles. Parmi eux, Mme Peveril dans Lark Rise, Margie dans Le marchand de glace est passé et Betty dans The Threepenny Opera.

### Carrière à la télévision
Ses premières apparitions sur le petit écran datent de 1959. Elle est surtout connue pour avoir incarné le personnage de Mo Butcher, la matriarche de la famille du même nom, dans le soap opera EastEnders, entre 1988 et 1990. 
Par la suite, elle apparaît dans de nombreuses séries télévisées, dont Love Hurts (1992), Holby City (2001), Eyes Down (2003 - 2004) et Hôtel Babylon (2006).

### Carrière au cinéma
Sa carrière cinématographique commence en 1959 dans More Deadly Than the Male. Elle est récompensée par l'attribution du prix de la meilleure actrice dans un second rôle (délivré à l'occasion de la remise des prix du cinéma européen) pour son rôle de Mrs. Bender dans le film High Hopes de Mike Leigh en 1988. Ses autres films incluent Ne pas avaler en 1997, Tube Tales en 1999 et All or Nothing en 2002.

## Filmographie

### Au cinéma
- 1959 : More Deadly Than the Male : Ruth LeFol
- 1960 : Criminal sexy : Mrs. Collins
- 1961 : The Wind of Change
- 1988 : High Hopes : Mrs. Bender
- 1997 : Ne pas avaler : Kath
- 1998 : Les Misérables : vieille femme
- 1999 : Tube Tales
- 2001 : Goodbye Charlie Bright : Miss Saville
- 2001 : Weak at Denise : Iris
- 2002 : All or Nothing : Martha
- 2009 : 44 Inch Chest : la mère d'Archie
- 2010 : Another Year

### À la télévision
- 1960 : A House Called Bell Tower (série télévisée) : Mrs. Dallas
- 1960 : Armchair Theatre (série télévisée) : seconde femme (épisode Lena, O My Lena)
- 1960 : The Citadel (mini-série télévisée) : Mrs. Williams
- 1962 : Outbreak of Murder (série télévisée) : Norah Beales (épisode The White Cockerel-Bird)
- 1963 : The Old Curiosity Shop (série télévisée) : seconde femme
- 1963 : Z Cars (série télévisée) : Mrs. Mackay (épisode A Simple Case)
- 1964 : Espionage (série télévisée) : Lavender Seller (épisode The Frantick Rebel)
- 1964 - 1968 : Dixon of Dock Green (série télévisée) : (6 épisodes)
- 1968 : ITV Playhouse (série télévisée) : Estelle (épisode The Stealers of Darkness)
- 1968 : Sherlock Holmes (série télévisée) : Mrs. Oakshott (épisode The Blue Carbuncle)
- 1969 : The Very Merry Widow and How (série télévisée) : première femme dans le bus (épisode How About Going Into Transports of Delight?)
- 1969 : Doctor in the House (série télévisée) : première femme serveur (épisode It's All Go...)
- 1970 : Roads to Freedom (série télévisée) : (épisode The Reprieve: Part 2)
- 1971 : Doctor at Large (série télévisée) : Mrs. Geech (épisode Now Dr. Upton)
- 1972 : Doctor in Charge (série télévisée) : caissière (épisode Shut Up and Eat What You're Given)
- 1974 : The Liver Birds (série télévisée) : Mrs. Sayers (épisode Let Sleeping Dogs Lie)
- 1974 : The Brothers  (série télévisée) : femme dans la salle d'attente (épisode Return to Nowhere)
- 1976 : Open All Hours (série télévisée) : (épisode Apples and Self Service)
- 1976 : The Duchess of Duke Street (série télévisée) : Mrs. Bertram (épisode A Matter of Honour)
- 1980 - 1982 : Play for Today (série télévisée) : propriétaire (épisode Pasmore) / Mes Clark (épisode Under the Skin)
- 1981 : Roger Doesn't Live Here Anymore (série télévisée) : Mrs. Berenson
- 1982 : Terry and June (série télévisée) : Gert (épisode Something to Get Alarmed About)
- 1984 : Tenko (série télévisée) : Edna (2 épisodes)
- 1985 : Summer Season (série télévisée) : (épisode Reservations)
- 1985 - 2006 : The Bill (série télévisée) : (7 épisodes)
- 1986 : King of the Ghetto (série télévisée) : Mrs. Deedes
- 1987 : Lizzie's Pictures (mini-série télévisée) : Mrs. Thomas
- 1987 - 1997 : Casualty (série télévisée) : Mrs. Whiting (épisode Rock a Bye Baby) / Grace Harper (épisode Beggars Can't Be Choosers) / Joan Hughes (épisode Treasure)
- 1988 : Tickets for the Titanic (série télévisée) : (épisode Everyone a Winner)
- 1988 : Bad Boyes (série télévisée) : Cilla (épisode The Disco)
- 1988 : Christabel (série télévisée) : vieille femme
- 1988 - 1989 : Streets Apart (série télévisée) : Gran (5 épisodes)
- 1988 - 1990 : EastEnders (série télévisée) : Mo Butcher (49 épisodes)
- 1989 : Hard Cases (série télévisée) : Mrs. Ellis (2 épisodes)
- 1989 : La brigade du courage (série télévisée) : (1 épisode)
- 1992 : Anglo Saxon Attitudes (mini-série télévisée) : Mrs. Salad (2 épisodes)
- 1992 : Screen One (série télévisée) : Rose (épisode Trust Me)
- 1993 : Love Hurts (série télévisée) : Grace Taplow (6 épisodes)
- 1993 : A Year in Provence (mini-série télévisée) : Mrs. Robinson (épisode Room Service)
- 1993 : Westbeach (série télévisée) : Iris Cromer (7 épisodes)
- 1993 : Thatcherworld (court-métrage) : Grandma Jenkins
- 1994 : Moving Story (série télévisée) : Dorothy (épisode Father's Day)
- 1994 : Capital Lives (série télévisée) : Mère (épisode Possession)
- 1995 : Le Guide du parfait petit emmerdeur (série télévisée) : Great Grandmother
- 1995 : Class Act (série télévisée) : Daisy (1 épisode)
- 1996 : No Bananas (série télévisée) : Grandma Slater (10 épisodes)
- 1996 : Brazen Hussies (TV) : la grand-mère de Justin
- 1997 : Alas Smith & Jones (série télévisée)
- 1997 : Tous pareils! (série télévisée) : forain (épisode Jingle B***s!)
- 1997 : The Canterville Ghost (TV) : Mrs. Umney
- 1998 : Our Mutual Friend (série télévisée) : Betty Higden (2 épisodes)
- 1999 : Inspecteur Wexford (série télévisée) : Gran (épisode The Fallen Curtain)
- 2000 : Médecins de l'ordinaire (série télévisée) : Maisie Jutson (3 épisodes)
- 2000 : Diamond Lill (court-métrage) : Diamond Lill
- 2000 - 2002 : Time Gentlemen Please (série télévisée) : la mère du prof (5 épisodes)
- 2001 : Holby City (série télévisée) : Maude Davis (épisode The Mourning After)
- 2002 : TLC (série télévisée) : Ethel (épisode Sectioned)
- 2002 - 2006 : Doctors (série télévisée) : Lillian Covey (épisode Cast the First Stone) / Irene Fletcher (épisode First Impressions)
- 2003 : Murder in Mind (série télévisée) : Grandmother Kite (épisode Stalkers)
- 2003 : Roger Roger (série télévisée) : May (2 épisodes)
- 2004 : Shane (série télévisée) : Great-Gran
- 2004 : That Time of Year... (court-métrage) : Mère
- 2004 : Ma tribu (série télévisée) : Edie (épisode Glad Tidings We Bring)
- 2004 : Eyes Down (série télévisée) : Mary Hardcastle (15 épisodes)
- 2005 : All About George (série télévisée) : Lily (6 épisodes)
- 2006 : Hôtel Babylon (série télévisée) : Dorrie Farrah (1 épisode)
- 2006 : Doctor Who (série télévisée) : Maeve (épisode Fear Her)
- 2006 : That Mitchell and Webb Look (série télévisée) : (1 épisode)
- 2007 : Diamond Geezer (série télévisée) : Violet (épisode Old School Lies)
- 2007 : Stuart: A Life Backwards (TV) : Gran
- 2008  - 2009 : Gavin & Stacey (série télévisée) : Edna (2 épisodes)
- 2009 : Minder (série télévisée) : Veronica (épisode A Matter of Life and Debt)
- 2009 : Skellig (TV) : Grace
- 2010 : Shameless (série télévisée) : Nin (1 épisode)
- 2011 : Inspecteur Barnaby (série télévisée) : Granny Brightwell (épisode Death in the Slow Lane)